# Гельмут Земо
Барон Гельмут Земо (англ. Baron Helmut Zemo) — персонаж, появляющийся в американских комиксах издательства Marvel Comics. Наиболее известен как враг Капитана Америки и Мстителей. Он является сыном барона Генриха Земо и 13-м бароном Земо в их семейной родословной. Гельмут Земо был создан Роем Томасом, Тони Изабеллой и Сэлом Бушемой, дебютировав в Captain America vol. 6 #1 (Июль, 2011).
В рамках медиафраншизы «Кинематографическая вселенная Marvel» (КВМ) роль Гельмута Земо исполнил немецко-испанский актёр Даниэль Брюль. Персонаж появился в фильме «Первый мститель: Противостояние» 2016 года от Marvel Studios и телесериале «Сокол и Зимний солдат» 2021 года от Disney+.
В 2009 году Земо занял 40-е место среди «100 величайших злодеев комиксов всех времён» по версии IGN.

## История публикаций
Гельмут Земо был создан сценаристами Роем Томасом и художниками Тони Изабеллой и Сэлом Бушемой, дебютировав в Captain America #168 (Декабрь, 1973). Томас и Изабелла назвали персонажа своей «случайной находкой». В 1973 году, работавший на тот момент над комиксом Captain America Бушема позвонил Томасу и посетовал на отсутствие сюжета для иллюстрации следующего номера. Томас приступил к написанию сценария и придумал сына Барона Генриха Земо, который жаждал отомстить за своего отца. По признанию Томаса, Гельмут задумывался как одноразовый злодей. Бушема был рад поработать над серией, поскольку Капитан Америка был одним из его любимых персонажей, а Бушема — одним из любимых художников. 
Прошло почти 10 лет прежде чем Земо удалось вернуться на страницы комиксов. Его возвращение состоялось в Captain America #275 (Ноябрь, 1982), сценаристом которого выступил Дж.М. ДеМаттейс. а художником — Мик Зик. Когда Дж.М. ДеМаттейс был ребёнком, ему нравилось читать комиксы, где фигурировал оригинальный Барон Земо, в частности потому, что тот был ответственен за смерть Баки. Работая над серией в 1982 году, ДеМаттейс утвердил Гельмута в качестве нового Барона Земо и закрепил его статус основного антагониста:

 «Он казался гораздо более психологически интересным персонажем, чем оригинальный Земо. Все мы в той или иной степени боремся с призраками наших родителей - либо пытаемся соответствовать им, либо отвергаем их. И это очень плодородная почва для историй. Второй Земо был измученной душой и проецировал все свои собственные проблемы, всю свою собственную боль, все свои противоречивые чувства к отцу на Кэпа вместо того, чтобы обуздать их самостоятельно».Оригинальный текст (англ.)«He seemed like a far more psychologically interesting character than the original Zemo. All of us, at one time or another, are wrestling with the ghosts of our parents — either trying to measure up to them or rejecting them. And that's very fertile ground for stories. Zemo II was a tortured soul and he was projecting all his own issues, all his own pain, all of his conflicting feelings about his father onto Cap instead of dealing with them himself.»

По возвращении Земо выяснилось, что, хотя ему и удалось пережил падение в чан с клеем Икс, ядовитая смесь изуродовала его лицо. Он объединился с Арнимом Золой и ГИДРОЙ, а также нарёк себя «бароном». В последующих выпусках своего рана ДеМаттейс поместил Земо под влияние Красного Черепа и его дочери. Последний становится кем-то вроде отца для Гельмута, который долгие годы искал признания. 

Обложка Avengers #277 (Март, 1987). Художник — Джон Бьюсема.

Статус одного из самых главных врагов Мстителей Барон Гельмут Земо закрепил в сюжетной линии, охватившей Avengers #273-#277 (1986-1987), сценаристом которой выступил Роджер Стерн, а художником — Джон Бьюсема. Собрав Повелителей зла, он разрушил Особняк Мстителей, в процессе одолев Чёрного рыцаря и Монику Рамбо, а также нейтрализовав Джарвиса и Геркулеса. Кроме того, он разрушил щит Капитана Америки и разорвал единственную фотографию матери Роджерса. ДеМаттейс отметил, что «несмотря на понесённое поражение, Земо был близок, чтобы победить Мстителей».

Гельмут Земо в качестве Гражданина В в комиксе Thunderbolts vol. 1 #1 (Февраль, 1997). Художник — Марк Багли.

Разрушение Особняка Мстителей повлияла на популярность Гельмута Земо в фанатском сообщество и стало главной причиной использования персонажа в комиксе Thunderbolts, авторами которого выступили Курт Бьюсик и Марк Багли. Первое появление Громовержцев состоялось в The Incredible Hulk #449 (Январь, 1997). Громовержцам было поручено защищать Землю во время отсутствия Мстителей и Фантастической четвёрки. Их возглавлял казалось бы новый супергерой по прозвищу Гражданин В, под маской которого был Гельмут Земо. Бьсюик отметил: «Мне просто понравилось, что он был весь из себя такой высокомерный и элитарный. Всякий раз, когда я прописывал его, то сознательно вспоминал о Гансе Грубере, антагонисте в исполнении Алана Рикмана из фильма «Крепкий орешек». Его диалоги такие веселые.» Бьюсик опирался на «баронский» аспект образа Земо, чтобы дистанцировать его от нацистского прошлого, конкретизируя злодея:
«Идея заключалась в том, что он был воспитан таким образом, чтобы поверить в свою принадлежность к элите, отчего он якобы заслуживал править миром, будучи представителем знатного рода, что привело к мотивации с некоторым подтекстом - он действует не столько от своего имени, сколько от имени всей своей семьи, намереваясь вернуть дни феодализма».
После того, как Земо не удалось добиться успеха в Громовержцах, он на протяжении следующих 20 лет продолжил строить козни таким персонажам как Соколиный глаз, Зимний солдат в Captain America #606-610 (2010) и Сэму Уилсону, когда тот стал Новым Капитаном Америкой в All-New Captain America (2015). Также он принимал участие в событиях, в ходе которых ГИДРА заменила Стива Роджерса злым клоном в Secret Empire (2017).

## Силы и способности
Гельмут Земо обладает высоким уровнем интеллекта, определённым научным опытом, а также является высококвалифицированным стрелком и имеет хорошую подготовку в качестве бойца на ближних дистанциях, будучи в состоянии одолеть Капитана Америку во время их первой встречи. Ко всему прочему, он представлен как опытный стратег и прирождённый лидер. В оголовье Гельмута расположены микросхемы, препятствующие психическому контролю со стороны других людей. Он носит различные винтовки, а иногда и ручной пистолет-распылитель, содержащий Клей Икс, самое вязкое из когда-либо изобретённых веществ. Лунные камни предоставляют Гельмуту огромное количество сверхчеловеческих способностей, таких как: манипуляция энергией / гравитацией / светом, газировка молекулярных колебаний, сверхчеловеческая сила и выносливость, способность создавать пространственные деформации, левитация и многое другое.

## Альтернативные версии

### Marvel Zombies
В ограниченной серии Marvel Zombies зомбированные барон Гельмут Земо и его Громовержцы нападают на Тора, прежде чем тому помогает Нова. 

### MC2
Гельмут Земо появляется во вселенной MC2, в которой Красный Череп и нацисты успешно завоевали Землю. Здесь он представлен как научный советник преемника Красного Черепа Виктора фон Дума и Рида Ричардса. После смерти Дума Ричардс и Земо борются за право становления его преемником. 

### Ultimate Marvel
Во вселенной Ultimate Marvel Локи маскируется под Барона Земо, и ведёт солдат Третьего рейха и Ледяных великанов в нападении на Асгард во время Второй мировой войны. В современном мире пожилой заместитель Локи Гельмутт Земо использует камни Норна, чтобы призвать бога зла по мере необходимости. Сбежав из комнаты без дверей, Локи убивает Земо. 

### Marvel MAX
В Deadpool MAX сильно переосмысленная версия Барона Гельмута Земо появляется в первой сюжетной линии. Здесь он представлен как сторонник убеждения превосходства белых людей, который утверждает, что является потомком представителей немецкого дворянства, несмотря на то, что на самом деле происходит из рабочего класса. Он разжигает ненависть к меньшинствам из-за того, что у его отца был роман с чернокожей женщиной, а также из-за иррациональной веры в то, что еврейские врачи убили его мать отравленной водой. Гельмут планирует спровоцировать расовую войну по всей территории Соединенных Штатов. Тем не менее, Дэдпул срывает планы Земо, убив Гельмута и его сторонников.

### Old Man Logan
Во вселенной Old Man Logan Гельмут Земо несёт ответственность за смерть большинства Мстителей, ранее натравив на них Громовержцев. В живых он оставляет лишь Соколиного глаза. Десятилетия спустя, Соколиный глаз решает отомстить Громовержцам за их предательство. Когда Бартон сталкивается с Земо на объекте Оружия Икс, он видит злодея в инвалидной коляске. Первоначально Соколиный глаз планирует оставить Земо униженным в его теперешнем состоянии, но затем решает пустить десятки стрел в старого врага.

## Вне комиксов

### Телевидение
- Гельмут Земо появляется в эпизоде «Решение командира» мультсериала «Мстители. Всегда вместе» 1999 года, где его озвучил Филипп Шеперд[21]. Он ведёт Повелителей зла в битву против Мстителей, чтобы отомстить за своего отца Генриха Земо.
- В мультсериале «Мстители, общий сбор!» Гельмут Земо, озвученный Дэвидом Кеем[21], появляется в образах Барона Земо и Гражданина В.

### Киновселенная Marvel
Даниэль Брюль исполнил роль осовремененного Гельмута Земо в рамках медиафраншизы «Кинематографическая вселенная Marvel» (КВМ). Здесь он является потомственным заковианским бароном и полковником элитного подразделения заковианских карательных отрядов, который стремится отомстить Мстителям за смерть своей семьи от рук созданного Тони Старком и Брюсом Бэннером Альтрона. 
- Первое появление Гельмута Земо состоялось в картине «Первый мститель: Противостояние» 2016 года. В рамках осуществления своего плана по разобщению Мстителей, которые в соответствии с замыслом Земо должны были убить друг друга, он выслеживает отставных агентов Гидры и подставляет Баки Барнса в теракте на собрании Организации Объединенных Наций, в результате которого погибает король Ваканды Т’Чака. После того, как Стив Роджерс и Сэм Уилсон задерживают Барнса, Земо маскируется под психиатра, приглашённого оценить состояние Барнса, в то время как его сообщники вызывают отключение электроэнергии. Земо использует полученную им информацию от агентов Гидры, чтобы ввести Барнса в состояние Зимнего солдата и натравить на Мстителей. Кроме того, Земо заявляет Роджерсу о своём желании «увидеть падение империи», из-за чего Роджерс, Уилсон и Барнс сходятся во мнении, что Земо планирует разбудить пятерых спящих Зимних солдат на сибирской базе Гидры и использовать их для захвата мира. Тем не менее, как только Земо, Роджерс, Барнс и Старк достигают базы, они узнают, что Земо убил Зимних солдат. Гельмут демонстрирует архивную запись, на которой Барнс убивает родителей Старка, о чём Капитану Америке было известно. В то время как Мстители начинают сражаться друг с другом, Земо отступает и пытается покончить жизнь самоубийством, полагая, что его миссия завершена. Тем не менее, сын Т’Чаки, Т’Чалла, жаждавший отомстить за смерть своего отца, останавливает Земо и передаёт его властям.
- Брюль вновь исполнил роль Гельмута Земо в сериале «Сокол и Зимний солдат» 2021 года[5]. В эпизоде «Торговец силой» Барнс освобождает Земо из тюрьмы, чтобы тот помог ему и Уилсону остановить Разрушителей флагов. В сериях «Весь мир смотрит» и «Правда» Земо уничтожает несколько флаконов воссозданной сыворотки суперсолдата и убивает их создателя, доктора Уилфреда Нейгеляь, прежде чем Дора Миладже в конечном итоге берёт его под стражу. В финале сериала «Один мир, один народ», после поражения и захвата Разрушителей флагов, Земо организовывает убийство членов организации, чтобы свести к минимуму вероятность воспроизведения их формулы суперсолдат.

### Видеоигры
- Барон Гельмут Земо появляется в качестве одного из боссов игры Iron Man and X-O Manowar in Heavy Metal 1996 года в версиях для PlayStation, PC, Game Boy и Sega Game Gear.
- Барон Гельмут Земо является одним из боссов игры Marvel: Avengers Alliance 2014 года для Facebook.
- Барон Гельмут Земо играбелен в Marvel Avengers Academy 2016 года.
- Робин Аткин Даунс озвучил Барона Земо и Гражданина В в игре Lego Marvel’s Avengers 2016 года[21]. Оба персонажа были добавлены в DLC «Громовержцы».
- В игре Lego Marvel Super Heroes 2 2017 года Барон Гельмут Земо, озвученный Тимом Бентинком[21], является одним из игровых персонажей[22].
- Барон Гельмут Земо является эксклюзивным персонажем в мобильной игре Marvel: Future Fight 2015 года, куда он был добавлен в рамках обновления Secret Empire.
- Барон Гельмут Земо появляется в мобильной игре Marvel Strike Force 2018 года[23].

### Товары
Hasbro выпустила фигурку Гельмута Земо в рамках линейки Marvel Legends, посвящённой персонажам Marvel Comics.